# Dubovîi Hai, Novomîkolaiivka
Dubovîi Hai (în ucraineană Дубовий Гай) este un sat în comuna Pidhirne din raionul Novomîkolaiivka, regiunea Zaporijjea, Ucraina.

## Demografie
Componența lingvistică a localității Dubovîi Hai
     Ucraineană (87,64%)
     Rusă (12,36%)
Conform recensământului din 2001, majoritatea populației localității Dubovîi Hai era vorbitoare de ucraineană (87,64%), existând în minoritate și vorbitori de rusă (12,36%).